# 名古屋市科學館

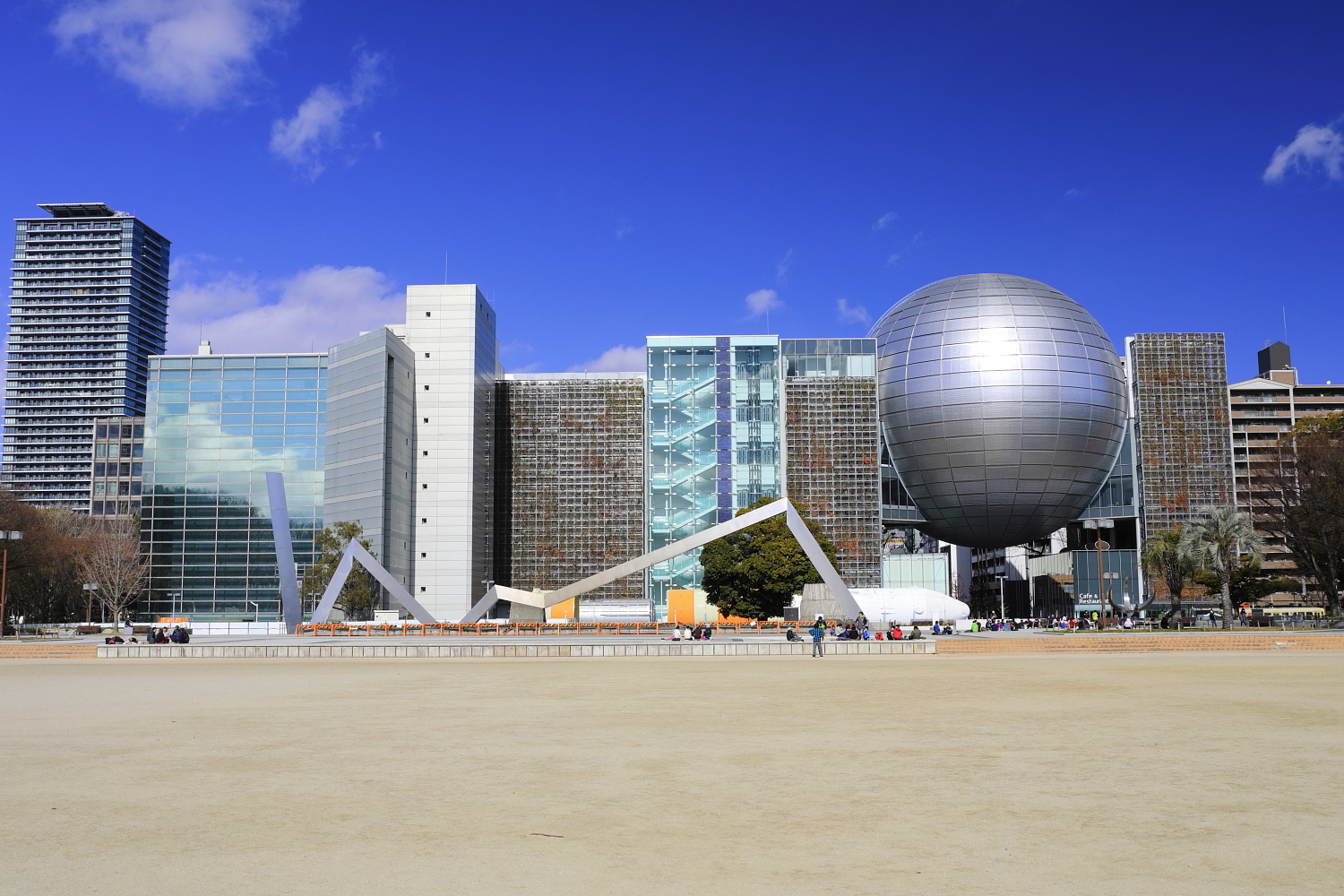
名古屋市科學館

名古屋市科學館（日语：なごやしかがくかん）是愛知縣名古屋市中區白川公園內的一座科學館，為市政70週年紀念事業的一部分。名古屋市科學館的前身是天文館，開業於1962年。1964年，理工館開業。1989年，隨著生命館開業，天文館和理工館也進行了大規模改建，成為綜合科學博物館。2011年，名古屋市科學館再次進行改建。
於2011年3月開幕的新館擁有世界最大的巨蛋天文館Brother Earth，球體直徑為35公尺。星空投影燈是世界上最複雜、最精確的儀器之一，它可以在過去或未來的任何時間點，自南半球或北半球複製夜空。舒適的斜椅可容納350名遊客觀賞星星和星際航行場景的特殊仿真。展覽品和主題每月更換一次。計劃將此建築設計為以太陽能發電，牆面綠化，同時使耐震結構，電梯結構達到可視化效果的展示裝置。